# Lemuralia
A Lemuralia vagy Lemuria a római vallásban olyan ünnep volt, amelynek a során az ókori rómaiak ördögűzési rítusokat hajtottak végre, hogy kiűzzék a halottak rosszakaratú és félelmetes szellemeit a házaikból. 
Az undorítónak és rosszindulatúnak tartott, nyugvást nem lelő halottakat (lemurok ; latin: larvae vagy lemures) babáldozattal engesztelték ki. A rítus napjaiban a Vesta-szüzek az évszak első búzakalászaiból szent sós süteményt (mola salsa) készítettek.

## Az ünnep ideje
A Julián naptár szerint a Lemuralia három napja május 9., 11 és 13 volt. A mítosz szerint az ünnepet a városalapító Romulus indította el, hogy kibékítse meggyilkolt testvére, Remus szellemét (Ovidius: Fasti, 473ff).

## Szokások
Ovidius leírja, hogy az ünnep során azzal igyekeznek kibékíteni a kísérteteket, avagy elűzni őket, hogy mezítláb járnak és fekete babot dobnak át a válluk felett éjszaka. A háztartás fejének volt az a dolga, hogy éjfélkor felkeljen, mezítláb körbejárja a házat, fekete babot szórjon szét és kilencszer ismételje: „E babszemekkel felmentem magam és az enyéimet.” A ház lakói pedig, rézedényeket ütögetve, ezt ismételgették: „Atyáim és őseim szellemei, távozzatok.”

### A néphagyományban
Már Ovidius megemlíti azt a hagyományt, hogy májusban nem szabad házasodni, mert akkor van a Lemuralia ünnep, ami rossz ómen volna a házasulandókra nézve. Ezt írja:
„Férjhez az ünnepeken nem megy sem a lány, sem az özvegy,
mert, aki férjhez megy, mind rövid életű lesz.
Éppen ezért mondják, ha becsülöd a példabeszédet:
mind májusban megy férjhez a csúnya leány.”
(Ovidius: Fasti, V. 487-490. Gaál László fordítása)
Erről szól a római közmondás is: Mense Maio malae nubent („Rosszul házasodik, aki májusban házasodik”.) A hagyomány, hogy májusban nem szokás házasodni, jóval túlélte a római birodalmat és vallást, erről tanuskodik az az angol közmondás is, amely szerint a májusi házasságok balszerencsések. 

### A katolikus egyházban
A pogány római ünnep a kereszténység korai időszakában tovább élt. Az ókereszténység igyekezett a már létező pogány ünnepekhez igazítani a keresztény ünnepeket is, ahelyett, hogy elsorvasztották volna. Így lett 609-ben május 13. a keresztény mártírok ünnepe a római birodalom szintén halottak előtt tisztelgő Lemuralia ünnepéből. A Lemuralia utolsó napján, május 13-án szentelte IV. Bonifác pápa a Szent Szűznek és az összes vértanuknak a római Pantheont. Ez lett a dedicatio Sanctae Mariae ad Martyres ünnep (Mária és a vértanuk ünnepe). Később (a 8. században) áthelyezték november 1-jére, amikor a Lemuralia ünnep már feledésbe merült. III. Gergely pápa (731 – 741) volt, aki a mindenszenteknek szentelt egy kápolnát a Szent Péter bazilikában és november 1-re helyezte napjukat.

### Halloween
Ez utóbbi dátum egybeesett a kelta Samhain ünneppel, amely előbb összeolvadt a keresztény ünneppel, majd ebből fejlődött ki a világi Halloween ünnep is. Ez utóbbi sok tekintetben a korábbi pogány hagyományhoz való visszatérést jelenti. 

## Japán
A Lemuráliával nincs kimutathatató kapcsolatban, de hasonló szelleműző szokást őrzött meg a japán Setsubun ünnep.